# Василий Иванович (князь козельский)
Василий Иванович (1225/1226 — май 1238) — князь козельский, сын Ивана Мстиславича, внук Мстислава Святославича, первого козельского князя, погибшего в битве на Калке в 1223 году.

## Биография
Василий был убит монголами при взятии Козельска в начале мая 1238 года после 7-недельной осады; в летописи об его гибели сказано следующее: «О князи Васильи, не ведомо есть, инии глаголаху, яко в крови утонул есть, понеже убо млад бяше».

## Тёзки
В Любецком синодике на поз.99 упоминается ещё один Василий козельский, по прозвищу Зазрека, также погибший. Шеков А. В. считает его сыном Тита Мстиславича козельского, хотя в родословиях такого сына Тита не значится, а Войтович Л. В. даже датирует его гибель 1338 годом, при этом Василий титулуется то как князь карачевский, то как карачевский и козельский. Вероятно, поэтому Чивилихин В. А. сообщал, что «Екатерина II в своих исторических сочинениях и петербургские геральдисты при учреждении герба Козельска назвали его [Василия козельского 1238 года] „Титычем“, но никакими документами или ссылками на них это отчество подтверждено не было».
Зотов Р. В. считает Василия Зазреку сыном Ивана Титовича козельского.